# Wasserschlauchgewächse
Die Wasserschlauchgewächse (Lentibulariaceae) sind eine Pflanzenfamilie aus der Ordnung der Lippenblütlerartigen (Lamiales). Die Familie umfasst ca. 350 Arten in drei Gattungen, die alle fleischfressende Pflanzen sind.

## Beschreibung

### Vegetativer Habitus
Die Arten der Familie sind einjährige oder ausdauernde krautige Pflanzen, häufig sind Wasserpflanzen, einige Arten sind Epiphyten. Alle Arten sind fleischfressend, durch spezielle, je nach Gattung unterschiedliche Organe sind sie zum Fang und der Verdauung kleiner Lebewesen befähigt, zu ihrem Beutespektrum zählen neben Tieren auch Protisten, Algen oder auch Pollen. 
Wurzeln fehlen teilweise (aquatische Wasserschläuche) oder sind stark reduziert (Fettkräuter). Die Blätter stehen schraubig, in bodenständigen Rosetten oder verteilt entlang Ausläufern. Sie finden sich häufig ersetzt durch blattähnlich umgebildete, einfache oder vielfach gegliederte Stängel, die fotosynthetisch aktiv sind. Blattdimorphismus oder -polymorphismus ist häufig.

### Blüte und Frucht

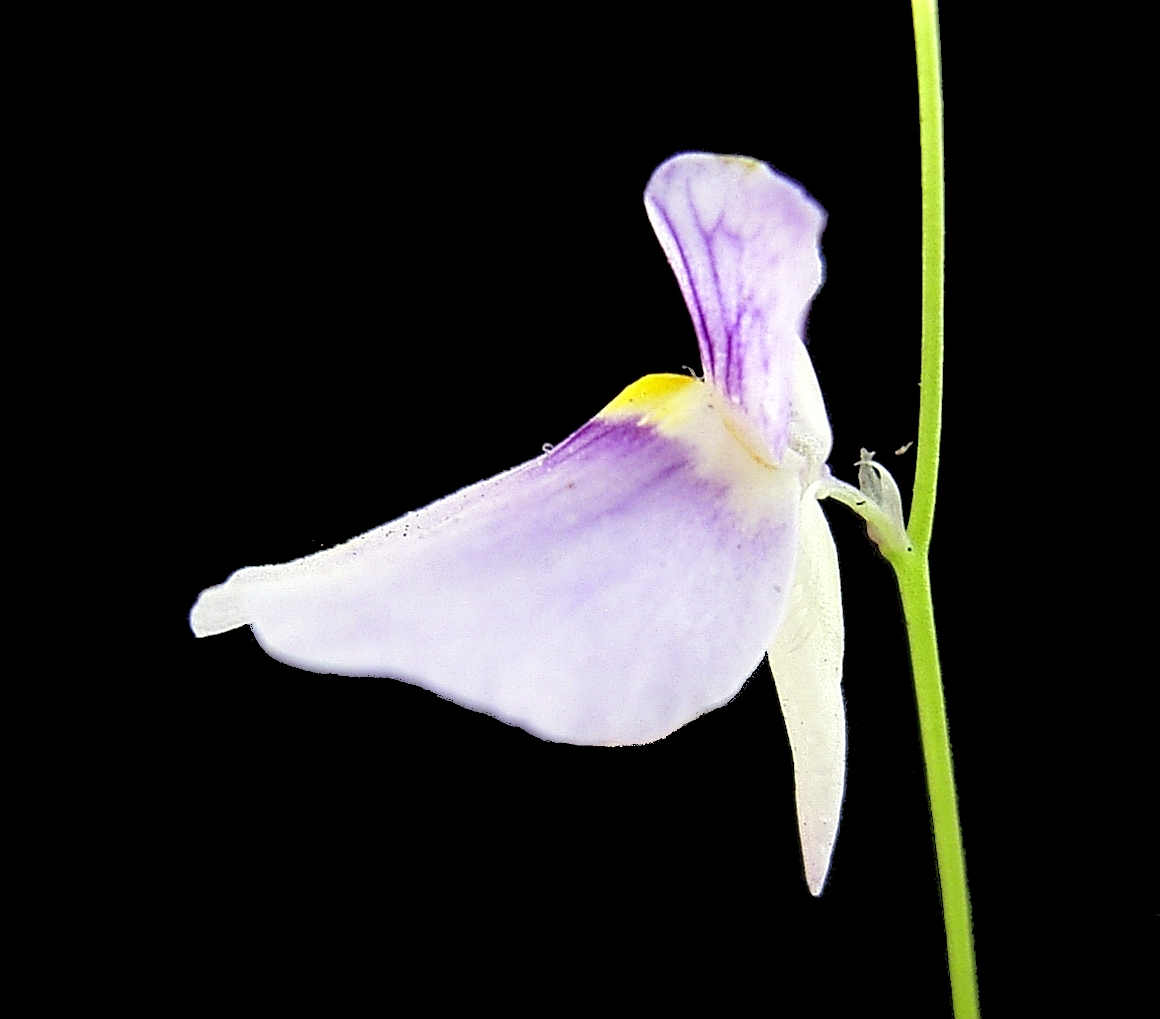
Blüte von Utricularia blanchetii

Die Blütenstände sind endständige oder seitliche, lang gestielte, un- oder schwach verzweigte Trauben, vielfach finden sich auch Einzelblüten. Tragblätter sind häufig, können aber auch fehlen, entlang der Blütenstandsachse sind sie meist stark reduziert. An den Ansätzen der Blütenstiele finden sich häufig zwei Vorblätter, die aber auch mit den Tragblättern mehr oder weniger verwachsen sein können.
Die Blüten sind zygomorph, fünfzählig und zwittrig, der Kelch ist in zwei, vier oder fünf Teile gegliedert oder zweilippig, die Blütenröhre ist sehr kurz. Die Kelchblätter sind dauerhaft und oftmals bis zum Ansatz hin unverwachsen. Die Kronblätter sind verwachsen und zweilippig und häufig gelb oder violett. Die einfache oder zwei-, vier-, fünf- oder sechslappige Unterlippe ist am Schlund meist mit einem erhabenen, oft zweiteiligen und in der Regel am Ansatz mit einem ahlenförmigen, zylindrischen, konischen oder sackförmigen Sporn versehen. Die Oberlippe ist einfach oder zwei-, selten mehrlappig. 
Es sind zwei am Ansatz der Krone verankerte Staubblätter vorhanden, die Staubfäden sind linealisch, kurz und meist zueinander gebogen, selten länger und geknickt, gelegentlich gerade. Die mit ihrer Rückseite an den Staubfäden befestigten Staubbeutel sind elliptisch, haben zwei Theken, die sich aufbiegen und mehr oder weniger zusammenfließen, sie öffnen sich durch einen einfachen Schlitz.
Der Stempel hat zwei Fruchtblätter. Der einkammerige, runde, ovale oder elliptische Fruchtknoten ist oberständig, der einfache, Griffel kurz bis sehr kurz, selten fehlt er. Die Narbe ist zweilippig, wobei die obere Lippe meist kleiner ist als die untere. Die Samenanlagen sind anatrop, leicht in die Plazenta versenkt und entweder basal oder zentral angeordnet. Die sich valvat oder vorn kreisförmig öffnenden Kapselfrüchte enthalten meist zahlreiche, bei den seltenen sich gar nicht öffnenden Kapseln einzelne Samen. Diese sind in der Regel sehr klein, von äußerst verschiedener Gestalt, die Samenschale ist meist dünn, schwamm- oder korkartig, selten schleimbildend, ein Endosperm fehlt.

## Genetik

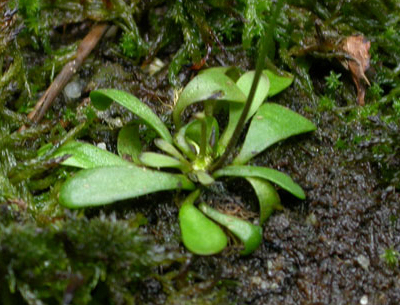
Genlisea hispidula, Habitus

Die Familie enthält in den höher entwickelten Gattungen Reusenfallen und Wasserschläuche viele Arten mit sehr kleinen Genomen, darunter die drei kleinsten Genome aller Bedecktsamer überhaupt:
1. 63,4 Mbp Genlisea margaretae
2. 63,6 Mbp Genlisea aurea
3. 88,3 Mbp Utricularia gibba
4. 135 Mbp Utricularia blanchetii
5. 140 Mbp Utricularia parthenopipes

Die Chromosomensätze haben Grundzahlen zwischen x = 7 und x = 12.
Die Mutationsraten bei den matK-Genen der Chloroplasten der Reusenfallen und Wasserschläuche zählen zu den höchsten bedecktsamiger Pflanzen.

## Verbreitung
Wasserschlauchgewächse sind weltweit von temperierten bis in tropische Zonen verbreitet, einzelne Arten dringen dabei aber vor bis an die Grenzen subpolarer Gebiete (Grönland, Nordsibirisches Tiefland, Alaska, Feuerland). Sie meiden jedoch aride und semi-aride Gebiete, fehlen also fast vollständig in Nordafrika, im Nahen Osten, auf der Arabischen Halbinsel, großen Teilen Mittelasiens und dem Inneren Australiens. Ihre höchste Artenvielfalt erreichen sie im tropischen Mittel- und Südamerika, in Südostasien sowie im tropischen Nordaustralien.
Wie alle fleischfressenden Pflanzenarten gedeihen Wasserschlauchgewächse an feuchten bis nassen Standorten, abweichend von diesen tolerieren sie häufig aber auch vergleichsweise lichtarme Standorte.

## Systematik
Die Familie umfasst drei Gattungen:

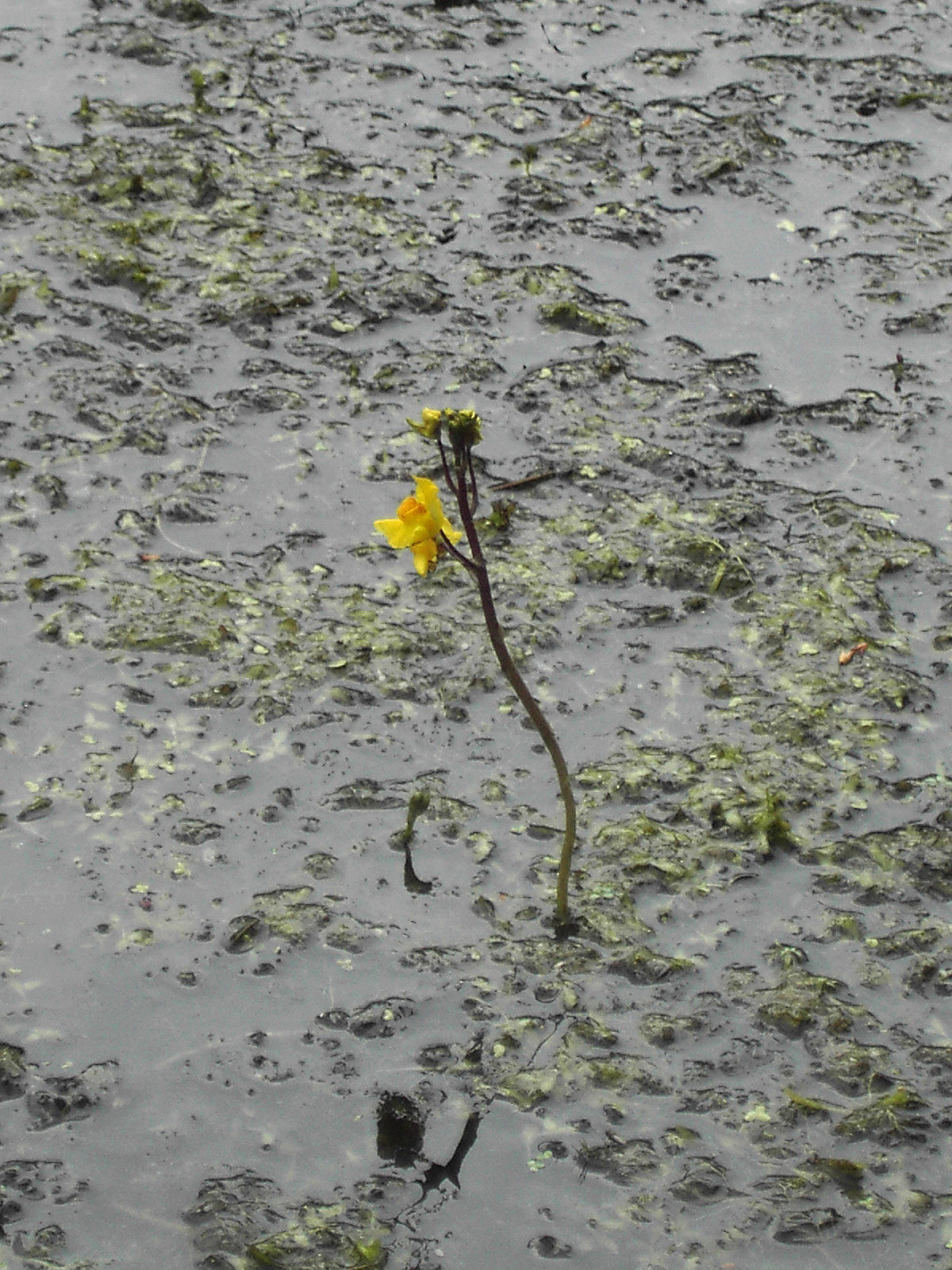
Utricularia vulgaris, Blütenstand

- Fettkräuter (Pinguicula L.)
- Reusenfallen (Genlisea A.St.-Hil.)
- Wasserschläuche (Utricularia L.)

Rund 350 Arten zählen zu ihnen, darunter mehr als 220 Wasserschläuche, rund 100 Fettkräuter und etwas mehr als 20 Reusenfallen. Die Artenzahl wächst beständig durch Neubeschreibungen, insbesondere bei den Wasserschläuchen und den Fettkräutern.
Die Monophylie der Familie ist ebenso wenig umstritten wie ihr Umfang, die Abgrenzungen der Gattungen zueinander und ihre Phylogenie. Die Fettkräuter gelten als die evolutionär ursprünglichste Gattung, Reusenfallen und Wasserschläuche bilden eine deutlich höher entwickelte Klade. Folgendes Kladogramm verdeutlicht die Beziehungen der Gattungen zueinander:
|  | \| \| Reusenfallen (Genlisea) \| \| \| \| \| \| Wasserschläuche (Utricularia) \| \| \| \| |
|  |                                                                                           |
|  | Fettkräuter (Pinguicula)                                                                  |
|  |                                                                                           |
|  | Reusenfallen (Genlisea)                                                                   |
|  |                                                                                           |
|  | Wasserschläuche (Utricularia)                                                             |
|  |                                                                                           |

Die Verwandtschaftsverhältnisse innerhalb der Ordnung der Lippenblütlerartigen hingegen sind bisher kaum verstanden, auch die Position der Wasserschlauchgewächse in ihnen ist nicht klar. Wiederholt wurde davon ausgegangen, dass die nächsten Verwandten der Familie die Gemsenhorngewächse (Martyniaceae) bzw. die Regenbogenpflanzen (Byblis) seien, die Angiosperm Phylogeny Group schloss Letztere 2003 sogar in die Wasserschlauchgewächse ein, ein Konzept, das sich aber nicht durchsetzte. Neuere Untersuchungen ziehen auch eine Verwandtschaft mit den Trompetenbaumgewächsen (Bignoniaceae) in Betracht, keines dieser Ergebnisse ist allerdings verlässlich.

## Botanische Geschichte

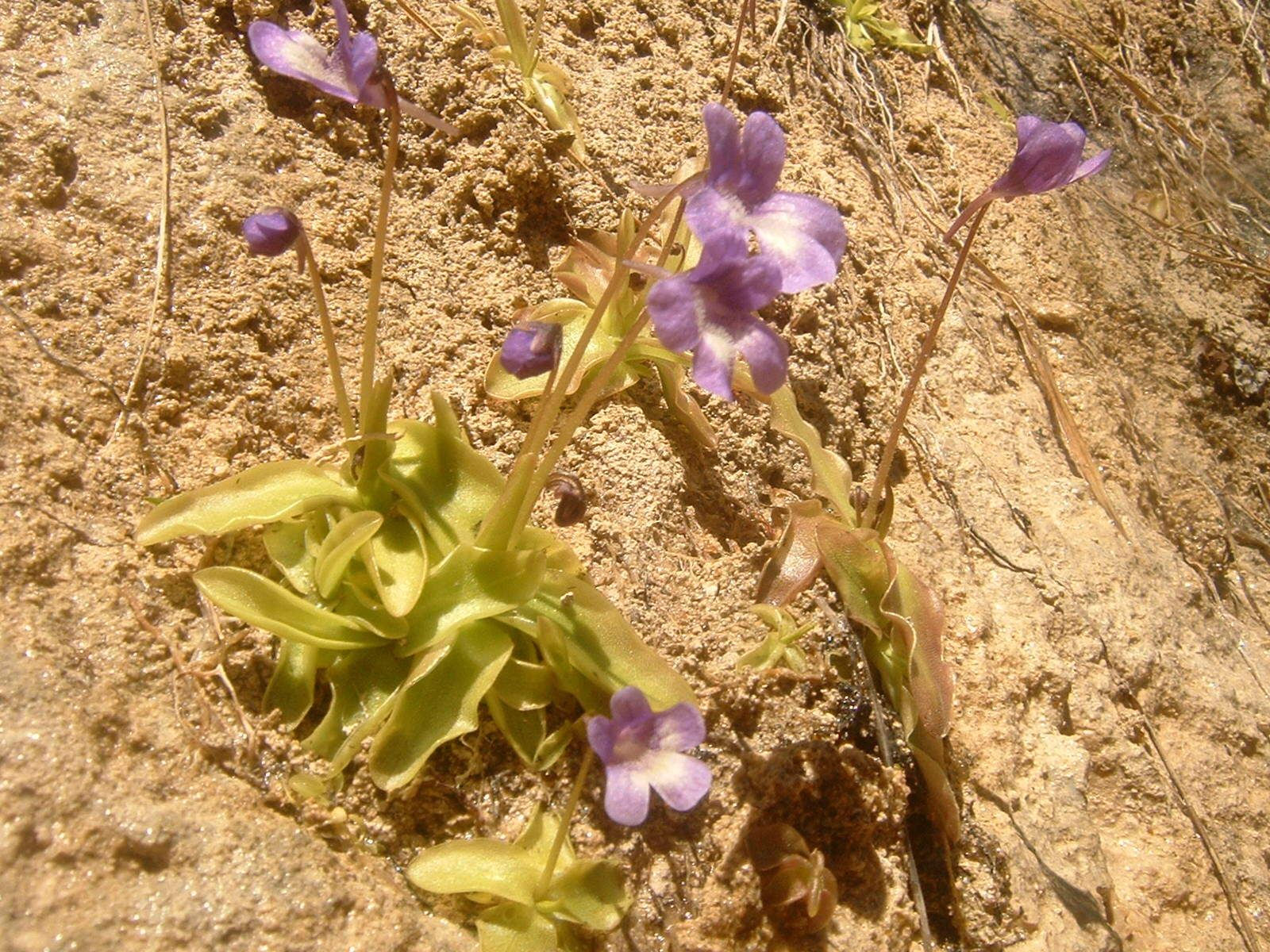
Pinguicula longifolia ssp. dertosensis (in situ)

Der Name Lentibularia, der zu Deutsch so viel wie „kleine (Wasser-) Linse“ bedeutet und auf die Ähnlichkeit der in Europa ausschließlich aquatisch lebenden Wasserschlauch-Arten mit dem Habitus der Wasserlinse (Lemna) hinweist, war bereits in der prä-linneischen Botanik in Gebrauch. Linné stellt im Eintrag der Species Plantarum den Namen als Synonym zu den Utricularia und verweist dabei auf den Namen in den Ordo Plantarum qvae sunt Flore Irregulari Monopetalo des Augustus Quirinus Rivinus von 1690.
1754 bereits nutzte Jean François Séguier den Namen erneut und gilt damit den Regeln des ICBN zufolge als Erstbeschreiber. Der Gattungsname ist heute außer Gebrauch bzw. synonymisiert mit den Wasserschläuchen, nur in der von Louis Claude Marie Richard 1808 erstbeschriebenen Familienbezeichnung ist er noch erhalten.
Wichtige Beiträge zur Kenntnis der Familie lieferten im 20. Jahrhundert vor allem Peter Taylor (Wasserschläuche, Reusenfallen), Elza Fromm-Trinta (Reusenfallen, Wasserschläuche) und Siegfried Jost Casper (Fettkräuter, Wasserschläuche).

## Nachweise
- F. Kamienski: Lentibulariaceae. In: Heinrich Gustav Adolf Engler und Karl Anton Eugen Prantl (Hrsg.): Die natürlichen Pflanzenfamilien [...] IV. Teil. 3. Abteilung b., 1895, Ss. 108–123
- Robert E. Woodson, Jr., Robert W. Schery, Peter Taylor: Flora of Panama - Part IX - Family 176 - Lentibulariaceae. In: Annals of the Missouri Botanical Garden. Vol. 63, No. 3, 1976, S. 565
- Peter Taylor: Lentibulariaceae. In: Flora Zambesiaca, Vol. 8, Pt. 3, 1988, Online
- Zhen-Yu Li: Lentibulariaceae. In: Flora of Taiwan, Vol. 4, 2nd Ed., 1998, S. 718, Online